# わんこそば
わんこそば（椀こ蕎麦）は、岩手県（花巻、盛岡）に伝わる蕎麦（そば）の一種。 
温かいそばつゆにくぐらせた一口大の蕎麦を給仕がお椀に入れていく。給仕は食べて空になったお椀に次々と蕎麦を入れていく。それを満腹になるまで続け、「お椀の蕎麦を残さないように完食して蓋を閉める」というスタイルが基本となっている。なお、提供するわんこそば店によっては差異がある。
長野県の戸隠そば、島根県の出雲そばと共に、日本三大そばの一つとされる。また、盛岡市では「盛岡冷麺・盛岡じゃじゃ麺・わんこそば」をセットで「盛岡三大麺」と称し、最近では「いわて三大麺」とも呼ばれる。

## 起源
わんこそばの起源として、以下の2説が言われている。
- 花巻起源説[3][4][5][6]
４００年以上の歴史があり、始まりは江戸時代初期の慶長年間。当時の南部家27代目当主、南部利直が江戸に向かう際に花巻城に立ち寄り食事を所望した。郷土料理の蕎麦を「お殿様に対して庶民と同じ丼で差し上げると失礼」との発想から、山海の幸と共に漆器の「お椀」に一口だけのそばを試しに恐る恐る出したところ、利直公はそれを大変気に入り「何度も何度もお代わりをした」という花巻起源説。

「お椀」に岩手の方言である語尾に「コ」付け「お椀コ」と呼び、「お椀コ」で食べるそばから「お椀コそば」→「わんこそば」と呼ぶ。

2021年（令和3年）「花巻わんこそば」は文化庁の全国各地の100年フード部門にて「江戸時代から続く郷土の料理」として認定された。 　  現在は花巻起源説が有力である。
- 盛岡起源説[7][8][9]
盛岡出身の政治家・原敬は母リツが米寿を迎えた頃から毎年夏に盛岡に帰省し、母が住む別邸「介寿荘」に市民を招き、さんさ踊りや蕎麦でもてなした。このときに出された蕎麦が中蓋に薬味を載せた「椀コそば」であり、原夫妻がもてなしのために考案したと言う説[10]。

昭和22～23年頃、花巻市出身の斎藤市太郎氏が盛岡で始めた「わんこや」（現在廃業）が「わんこそば」を商標登録し、盛岡の蕎麦屋でわんこそばが振舞われるようになったという説。

## 特徴
一般的には椀に一口そばを次々に給仕し、食べる人がお椀に蓋をするまで続ける方式がとられる。
1. 「お椀（椀こ）」で食べる
2. 「給仕」がつく
3. 「温かいそば」である

花巻では「お殿様の食べたわんこそば」を昔から自宅でも食す機会が多かった。明治以降一般的になり、大正〜昭和初期にかけて市内中心部の一般家庭にはわんこそばの道具があり、来客へのおもてなしに「わんこそば」を提供した。「歳の数だけ杯数を食べると長生きする」と伝えられる「年越しわんこそば」は大晦日の家族行事でもあった。
多くの手間が掛かる為、自宅で食す機会は減ったものの、現在でもわんこそばを食する家庭もある。

　盛岡では祭事の際に地主が大勢の村人や客人にそばを振舞うという風習があった。しかし、100人以上にもなる相手にそばを供する際、通常の作り方では釜が小さいために全ての人にそばが行き渡る前にのびてしまう。このため通常の分量のそばを小分けして振舞うことが行われるようになった。また、食べ終わるやいなやお代わりを無理強いするのは、「おてばち」と呼ばれる、客人に対するもてなしの礼儀に由来すると言われている。
なお、岩手県の平泉町周辺には、あらかじめ小分けされた冷たいそばの入ったお椀（20数杯）を、お盆でまとめて提供し、客が自分でお代わりを入れて食べる「盛り出し式」または「平泉方式」と呼ばれるものがある。
岩手県の花巻市・盛岡市にあるわんこそば店では、わんこそば本来の「おもてなしの心」を重視し、客の食べるペースに合わせてゆっくりと最後までおいしく食べられるように工夫している店。エンターテイメント性を高めたパフォーマンスで、お椀を客の前に重ねる店。給仕がそばを入れる際に「はい、どんどん」「はい、じゃんじゃん」などの掛け声を発する店がある。
料金は一杯いくらではなく、基本的には食べ放題の定額制である場合が多い。また、店によっては何杯かがセットになったものや、杯数制限のある場合もある。
一部の店舗では店に入ると大部屋に案内され、そこで他の客が集まるまでしばらく待たされる。これは、昔ながらの大勢で食べるスタイルを重視しているためである。
薬味なども用意されており、ネギや海苔、鰹節、大根おろしなどの他にも、店によっては刺身やとろろ、イカの塩辛や天ぷらなど、多彩である。これは、そばだけでは飽きてしまうため、そばを沢山食べられるように味に変化を与え、食感にエッジを効かせるためである。
わんこそばの一杯の量は店ごとに異なり、わんこそば7杯でかけそば一杯とする店から、15杯でかけそば一杯とするお店など様々である。店によってわんこ一杯の量もかけそば一杯の量も違うためである。

## 競技会
1957年12月に、花巻市の嘉司屋（かじや）で「わんこ相撲冬場所」が開催され、多くの参加者が集まって何杯食べられるかの競争が行われた。
わんこそばを多く食べた人を「横綱」「大関」等というのは、当時大会開催にあたって趣向を凝らし、「わんこそば」を「相撲」になぞらえて開催したことの名残である。
その後何度か大会の名称や競技方法等を変え、市内４店舗のわんこそば店や多くの市民で協力し合いながら今日まで毎年開催され、その歴史は65年を越え、「全国一の歴史を持つ大食い大会」となった。
1976年（昭和51年）第18回大会から現在の「元祖わんこそば全日本大会」という名称に変更。
この大会がきっかけとなり全国に「わんこそば」が知れ渡り、現在は主として観光客向けの「いわて名物」としてわんこそばの食べ方が定着し、岩手県外でも「食したわんこそばの杯数」が大食いの度合いを示す指標の一つとしてしばしば用いられるようになっている。
2015年には、わんこそば全日本大会の歴史と実績が認められ、花巻で毎年大会が開催されている2月11日が、日本記念日協会に「わんこそば記念日」として登録・認定された。
その他、国内ではこれまでに北海道から沖縄まで各地で地方巡業を開催。海外では花巻の姉妹都市であるホットスプリングスをはじめ、ニューヨーク、ベルンドルフ、大連、台北などでもわんこそば大会の世界巡業も開催した。

盛岡市でも1986年から「全日本わんこそば選手権」という名でわんこそばを競技とした大会が開催されている。
これは、「ニッポンめんサミット」というイベントの一部として行われたものが、独立して継続したものである。花巻市の大会とは、大会の時間制限など競技方法がいくつか異なる。観客動員数も花巻市の5000人と比べ、盛岡市では400人 - 700人と少ない。
主なわんこ蕎麦の記録 
| 選手     | 蕎麦の重量（g） | 椀の数(杯)   | 時間(分)  | 速さ(g/分) | 速さ(杯/分) | 競技会                                                             |
| -------- | --------------- | ------------ | --------- | ---------- | ----------- | ------------------------------------------------------------------ |
| 小林尊   | 9,675           | 387 (25g/椀) | 12        | 806        | 32          | 2001年TVチャンピオン開催のネイサンズホットドッグ早食い大会日本予選 |
| 鈴木隆将 | 9,480           | 632          | 15        | 632        | 42          | 第33回全日本わんこ蕎麦選手権                                       |
| 中嶋広文 | 8,355           | 557 (無制限) | 60 (上限) | 139        | 9           | 第10回全日本わんこ蕎麦選手権                                       |
| 新井義人 | 8,145           | 543          | 15        | 543        | 36          | 第33回全日本わんこ蕎麦選手権                                       |
| 風間博正 | 7,950           | 530          | 40        | 199        | 13          | 第7回全日本わんこ蕎麦選手権                                        |
| 岸義行   | 6,765           | 451          | 15        | 451        | 30          | 第14回全日本わんこ蕎麦選手権                                       |
| 菅原初代 | 8,550           | 570          | 60        | 143        | 10          | ローカル番組の企画                                                 |
| 赤阪尊子 | 7,050           | 470          | 60        | 118        | 8           | 1999年TVチャンピオン                                               |

## PR
2008年から2010年に行われた「いわて・平泉観光キャンペーン」のマスコットキャラクターは、わんこそばをモチーフとした5キャラクター「わんこきょうだい」。その後も県の観光キャラクターとして活躍中で、2016年に開催された希望郷いわて国体のマスコットにもなった。そのわんこきょうだいが歌う「わんこきょうだいのうた」は東日本旅客鉄道（JR東日本）の盛岡駅の在来線発車メロディにもなった。